# District de Xuejia
Le district de Xuejia (chinois traditionnel : 學甲區 ; pinyin : xuéjiǎ qū ; anglais : Syuejia District) est un district de la municipalité spéciale de Tainan.

## Histoire
Le territoire de Xuejia était dans un premier temps habité par une tribu Siraya. Lorsque les troupes du général Koxinga débarquent sur l'île de Taïwan, ces derniers encouragent les Siraya à cultiver les terrains en friche. Les années passant, le nombre d'habitants dans la région augmente, et les Siraya se déplacent progressivement vers les zones montagneuses.
Appelé village de Xuejia pendant la période de domination japonaise, il devient ensuite le canton de Xuejia après la Seconde Guerre mondiale.
Le 25 décembre 2010, alors que le comté de Tainan fusionne avec la ville de Tainan, le canton de Xuejia est restructuré en tant que district de Xuejia.

## Géographie
Le district couvre une superficie de 53,99 km2.
Il compte 25 675 habitants d'après le recensement de février 2019.